# الشلخي (الرقة)
الشلخي قرية سورية تتبع ناحية سلوك في منطقة تل أبيض في محافظة الرقة. بلغ عدد سكانها 202 نسمة في عام 2004 حسب إحصاء المكتب المركزي للإحصاء.